# 2A42
2A42 là định danh của dòng pháo tự động cỡ nòng 30mm được phát triển và chế tạo chủ yếu bởi Liên Xô, sau này là Nga. Nó là vũ khí chính trên các phương tiện chiến đấu bọc thép như BMP-2 và BMPT và cũng được trang bị trên các dòng trực thăng tấn công hiện đại của Nga sau này như Kamov Ka-52 và Mil Mi-28.

## Thiết kế
Pháo tự động cỡ nòng 30 mm 2A42 được phát triển để thay thế cho pháo tự động 2A28 Grom, có thiết kế nạp đạn kép. Một cho đạn HE-T nổ mạnh và một cho loại đạn AP-T xuyên giáp. Pháo thủ có thể lựa chọn bắn chế độ tự động theo hai tốc độ bắn, ở tốc độ thấp 200 đến 300 viên/phút, hoặc tốc độ cao từ 550 đến 800 viên/phút. Theo nhà xản xuất, tầm bắn hiệu quả đối với mục tiêu thiết giáp hạng nhẹ là 1.500 m trong khi đối với mục tiêu mềm là hơn 4.000 m. Pháo có khả năng giao chiến với máy bay đối phương bay ở độ cao thấp, bay với tốc độ dưới tốc độ âm thanh từ khoảng cách 3.000 m. Pháo 2A42 được lắp trên các tháp pháo 2 người của xe thiết giáp chở quân BMP-2, nó cũng được lắp lên xe thiết giáp chiến đấu của lính dù BMD-2, BMD-3 và xe thiết giáp chở quân BTR-90 (hay GAZ-5923) (8 × 8). Mới đây, pháo 30 mm 2A42 đã được lắp lên tháp pháo mới thiết kế cho xe thiết giáp chở quân hạng nặng BTR-T (sửa đổi từ khung gầm xe tăng chủ lực T-54/T-55). Pháo 2A42 cũng là vũ khí chính của xe thiết giáp hỗ trợ tăng BMPT (Tank Support Fighting Vehicle). Nó cũng được dự kiến trang bị cho các dự án xe thiết giáp tương lai. Cục thiết kế KBP đảm nhiệm thiết kế và phát triển pháo 2A42.

## Các phiên bản
- 2A42 – phiên bản cơ sở.
- 2A72 – giảm trọng lượng bằng cách giảm số bộ phận, nòng dài hơn, và vận tốc đầu nòng lớn hơn, nhưng cũng làm giảm tốc độ bắn. 
  - ABM-M30M3 – Trạm vũ khí điều khiển từ xa sử dụng trên robot Uran-9.
  - ABM-M30M3 Vikhr
  - TRT-30 – trạm vũ khí điều khiển từ xa.[5]
  - ZPT-99 – Vào những năm 1990, Cộng hoà nhân dân Trung Hoa đã nhập khẩu công nghệ chế tạo vũ khí trên BMP-3, sau đó sản xuất lại pháo 2A72 dưới tên gọi ZPT-99. Pháo này là vũ khí phổ biến trên các xe thiết giáp chiến đấu của Trung Quốc.[6]

## Đạn
Pháo 2A42 sử dụng đạn cỡ 30×165, loại đạn này đã được Liên Xô giới thiệu và đưa vào sản xuất từ năm 1970s để thay thế cho các loại đạn cỡ nòng 30mm trước đó. Các loại vũ khí sử dụng loại đạn này gồm có pháo tự động 2A38, 2A38M, và 2A72 lắp trên các xe thiết giáp, trực thăng chiến đấu và pháo phòng không, cũng như một loạt pháo nòng đơn/đôi/6 nòng sử dụng trên tàu chiến. Pháo tự động 2A42, 2A38, 2A38M, và 2A72 sử dụng loại đạn có ngòi nổ va chạm, trong khi các pháo hàng không và hàng hải sử dụng ngòi nổ điện tử, và do đó các loại đạn cho pháo hàng không/hàng hải không thể sử dụng trên pháo thiết kế cho các đơn vị mặt đất, dù cho chúng có cùng một cỡ nòng.
Ban đầu, ba loại đạn cơ bản được Liên Xô phát triển cho pháo đặt trên xe thiết giáp gồm loại đạn nổ mạnh, nổ mạnh-văng mảnh vạch đường, và đạn có đầu đạn đạo xuyên giáp vạch đường. Sau này, các loại đạn dưới cỡ xuyên giáp đã được giới thiệu, và hiện này các quốc gia ngoài Liên Xô/Nga cũng đang sản xuất chế tạo đạn ngòi nổ va chạm cỡ 30 x 165. Các loại đạn sử dụng cho pháo 2A42 được liệt kê trong bảng bên dưới:
| Định danh | Kiểu     | Khối lượng đạn (g) | Khối lượng thuốc phóng (g) | Vận tốc đầu nòng (m/s) | Ghi chú | Mức xuyên giáp                                                                          |
| --------- | -------- | ------------------ | -------------------------- | ---------------------- | --- | --------------------------------------------------------------------------------------- |
| 3UOF8     | HEI      | 389                | 49g A-IX-2                 | 960                    | Đạn chạm nổ thuốc nổ mạnh với ngòi nổ A-670M. Ngòi nổ kích nổ đạn chính xác ở 0,15 mili giây sau khi đạn chạm vào mục tiêu, và cơ cấu tự huỷ đạn sẽ huỷ đạn sau khi đạn bay được từ 7,5 đến 14,5 giây (Khoảng từ 3900–5300 m sau khi đạn ra khoi nòng). | N/A                                                                                     |
| 3UOR6     | HE-T     | 385                | 11,5 g A-IX-2              | 960                    | Đạn nổ mạnh văng mảnh có vạch đường, vẫn sử dụng ngòi nổ A-670M giống như đạn 3ÙO8, thời gian cháy của đạn vạch đường là 14 giây. | N/A                                                                                     |
| 3UBR6     | APBC-T   | 400                | none                       | 970                    | Đạn cứng với đầu đạn tù xuyên giáp được bọc bằng mũi cản gió. Thời gian cháy của đạn vạch đường 3,5 giây. | Xuyên 20mm giáp RHA ở góc chạm 60 độ, cự ly 700m; 22mm RHA ở góc chạm 60 độ, cự ly 500m |
| 3UBR8     | APDS     | 304                | none                       | 1120                   | Đạn xuyên dưới cỡ. Không vạch đường. | 25mm giáp RHA ở góc va chạm 60 độ, cự ly 1500m                                          |
| 3UBR10    | APBC-T   | 398                | không                      | 970                    | Phát triển từ đạn 3UBR6. Đưa vào trang bị từ năm 2020 | 20mm giáp RHA ở góc chạm 60 độ, cự ly 700m                                              |
| 3UBR11    | APFSDS-T |                    | none                       |                        | Đạn APFSDS, mới phát triển từ cuối những năm 2010s. Thời gian đạn cháy 1,5 giây. | Không rõ                                                                                |
| M929      | APFSDS-T | 235                | không                      | 1260                   | Đạn dưới cỡ ổn định bằng cánh đuôi với đầu đạn xuyên làm từ tungsten. | Hơn 50 mm giáp đồng nhất RHA, góc chạm 60 độ, cự ly 1.000m                              |

Đạn kích nổ trên không phát triển cho pháo 30mm và 57mm của Nga đang được phát triển.

## Nền tảng

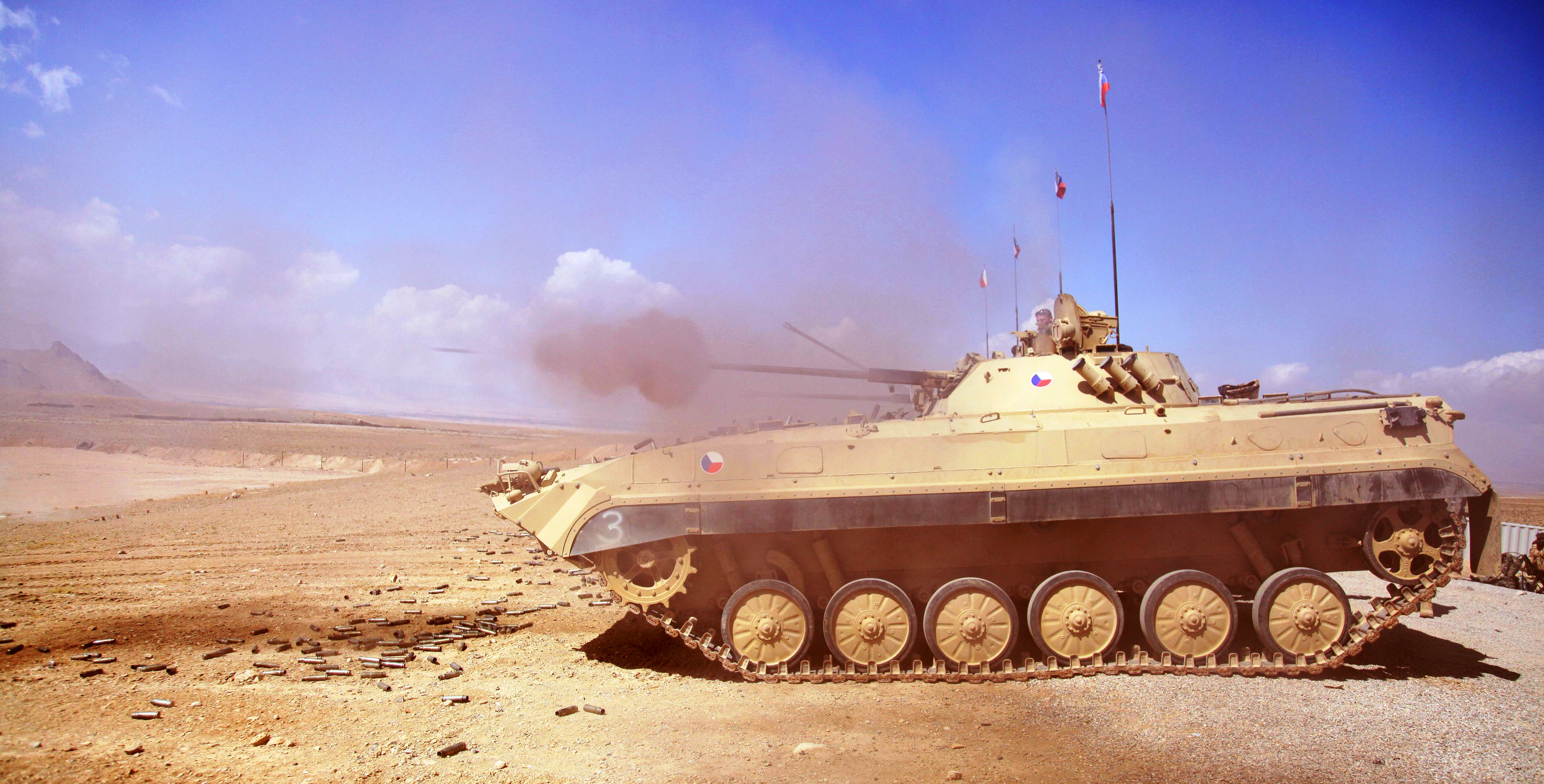
Czech-made BMP-2 in Afghanistan, 2010.

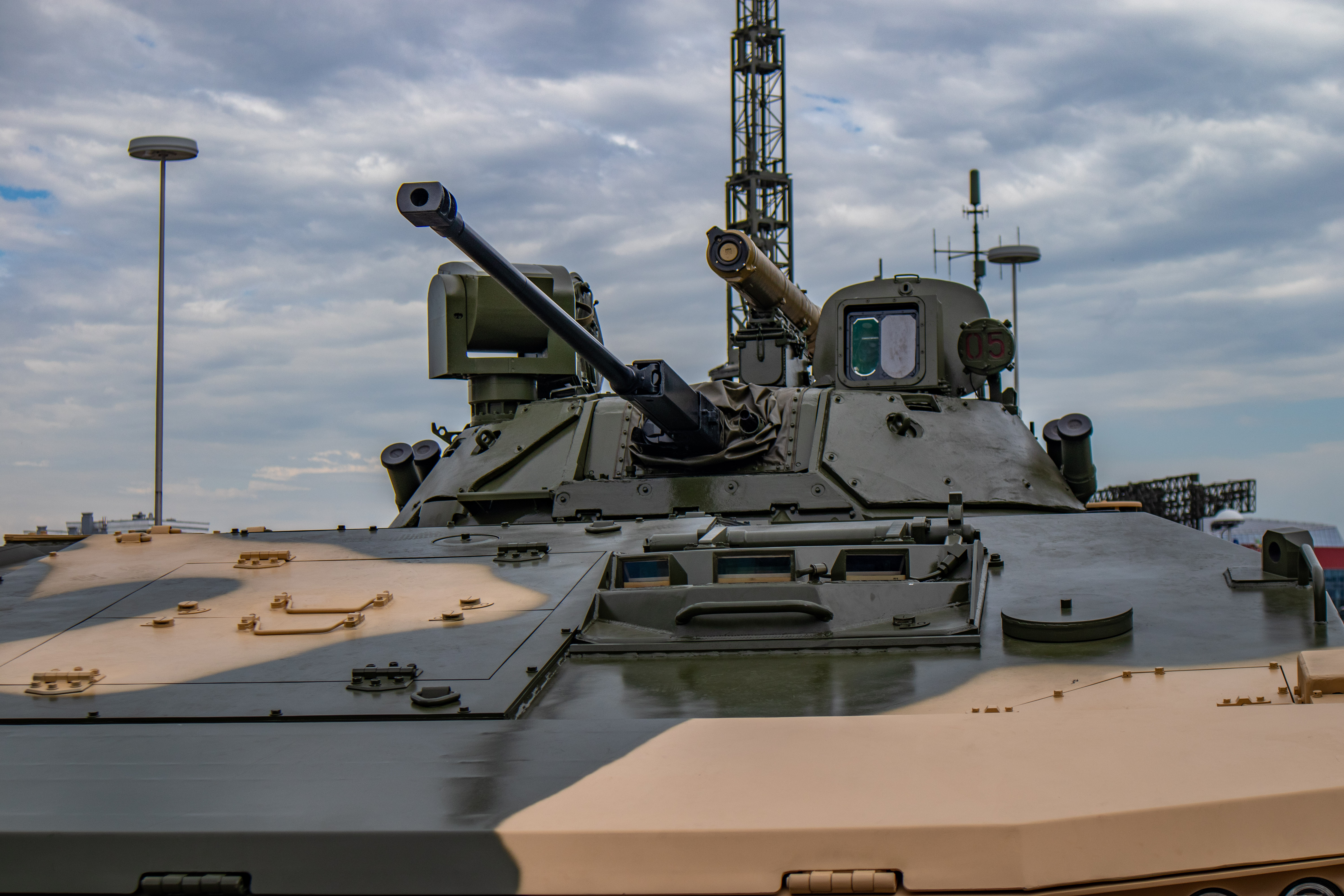
Turret of Belarusian-made Volat V2 APC, 2021.

Pháo tự động Shipunov 2A42 đã được sử dụng trên các phương tiện thiết giáp của Nga từ năm 1980s:
Xe chiến đấu bộ binh
- 2T Stalker
- MT-LBM 6MB
- BMP-1AM (2A72)
- BMP-2
- BMP-3 (2A72)
- BMD-2
- BMD-3
- BMD-4 (2A72)
- BTR-80A (2A72)
- BTR-82A (2A72)
- BTR-87
- BTR-90
- BTR-T
- BMPT
- Fahd 280-30
- Boragh
- T-15 Armata
- VPK-7829 Bumerang
- Kurganets-25
- Lazar 3
- Scorpion IFV (2A72)
- Toros
- Tusan IFV
- ZBD-86A (2A72)
- ZSL-92B (2A72)
- ZBD-03 (2A72)
- ZBD-04 (2A72)
- ZBD-05 (2A72)
- ZBL-08 (2A72)

Xe thiết giáp kháng mìn
- K-4386 Typhoon-VDV[19]

Xe thiết giáp không người lái
- Bars BRShM (2A72)
- Uran-9 (2A72)[20]
- UDAR UGV
- Vikhr UGV (2A72)

Trực thăng chiến đấu
- Mil Mi-28
- Kamov Ka-29TB
- Kamov Ka-50
- Kamov Ka-52

## Các loại pháo cỡ nòng 30mm tương đương
Pháo tự động 2A72 được thiết kế bởi KBP Instrument Design Bureau, nhẹ hơn, đơn giản hơn 2A42, với nòng dài hơn. Trong khi 2A42 có 578 bộ phận cấu tạo, pháo 2A72 chỉ có 349 bộ phận, giúp nó giảm trọng lượng xuống còn 84 kg (trong đó nòng pháo nặng 36 kg). 2A72 sử dụng nguyên lý lùi nòng dài (long recoil), khiến nó có độ giật ít hơn, nhưng tốc độ bắn của pháo cũng giảm xuống (300-330 thay vì 550). 2A72 được trang bị trên:
- BMP-3 – Gắn giữa pháo chính 2A70 100 mm và súng máy đồng trục PKT
- ABM-M30M3 – Trạm chiến đấu điều khiển từ xa chế tại bởi Impulse-2, phát triển cho phương tiện bọc thép chiến đấu không người lái Uran-9.
- ABM-M30M3 Vikhr – Một trạm chiến đấu điều khiển từ xa khác cũng do Impulse-2 phát triển.
- TRT-30 – trạm vũ khí điều khiển từ xa.[5]

Pháo tự động nòng kép cỡ 30mm 2A38 và 2A38M, Gast-type. Pháo được sử dụng trên các xe thiết giáp phòng không như 2K22 Tunguska và Pantsir-S1. Pháo có khối lượng 195 kg và có tốc độ bắn tối đa đạt 2500 phát/phút.
Ordnance Factory Medak, một công ty quốc phòng của Ấn Độ cũng đang phát triển pháo Medak và pháo hải quân CRN 91 dựa trên nền tảng pháo Shipunov 2A42.

## Các nước sử dụng
Đang trang bị
- Algeria
- China[6]
- Egypt
- Finland
- Iraq
- Iran
- Russian Federation
- Serbia
- Czech Republic
- Viet Nam

Từng trang bị
- Soviet Union
- Czechoslovakia